# Hippospongia nigra
Hippospongia nigra är en svampdjursart som först beskrevs av Lendenfeld 1885.  Hippospongia nigra ingår i släktet Hippospongia och familjen Spongiidae. Inga underarter finns listade i Catalogue of Life.